# الوین برلیکمپ
الوین برلکمپ (انگلیسی: Elwyn Berlekamp؛ زادهٔ ۶ سپتامبر ۱۹۴۰ – درگذشته ۹ آوریل ۲۰۱۹) استاد ریاضی و علم رایانه‌ی دانشگاه کالیفرنیا (برکلی) بود. برلکمپ با کارهایش در علم رایانه، نظریه‌ی کدگذاری و نظریه‌ی بازی‌های ترکیبیاتی شناخته شده است. وی برندهٔ جوایزی همچون مدال ریچارد همینگ مؤسسه مهندسان برق و الکترونیک شده‌است.